# Pitigliano
Pitigliano là một đô thị (comune) ở tỉnh Grosseto, vùng Toscana của Ý.